# PikiPiki
Pikipiki è un sistema di authoring cooperativo per il web (wiki). È  scritto in python, con un codice  semplice e stringato.
PikiPiki ha dato origine a numerosi altri programmi che lo estendono in vari modi. Adesso è confluito nel progetto di PikiePikie.